# به‌سوی جنگل
به‌سوی جنگل (انگلیسی: Into the Woods) تئاتر موزیکالی است با اشعار استیون سوندهایم و کتاب جیمز لاپین. این موزیکال توطئه‌های چندین متل (قصه) برادران گریم و شارل پرو را در هم تنیده و به بررسی پیامدهای آرزوها و خواسته‌های شخصیت‌ها می‌پردازد. کاراکترهای اصلی از فیلم‌های «شنل‌قرمزی»، «جک و لوبیای سحرآمیز»، «راپانزل» و «سیندرلا» گرفته شده‌است و همچنین چند نفر دیگر. این موزیکال با داستانی درگیر شده‌است که نانوایی بدون فرزند و همسرش و تلاش آنها برای شروع خانواده (آغاز اصلی «راپانزل» از برادران گریم)، تعامل آنها با افسونگری که لعنت بر روی آنها گذاشته‌است، و تعامل آنها با دیگر شخصیت‌های داستان در طول سفر.
اقتباسی از فیلم به‌سوی جنگل شرکت والت دیزنی به کارگردانی راب مارشال و با بازی بازیگران مریل استریپ، امیلی بلانت، جیمز کوردن، آنا کندریک، کریس پاین، تریسی آلمن، کریستین برنسکی و جانی دپ در سال ۲۰۱۴ منتشر شد. این فیلم موفق به فروش بیش از ۲۱۳ میلیون دلار در سراسر جهان شد، و همچنین سه نامزد دریافت جایزه اسکار و سه نامزد دریافت جایزه گلدن گلوب را به دست آورد.